# Plagionotus detritus
Plagionotus detritus là một loài bọ cánh cứng trong họ Cerambycidae.

## Hình ảnh

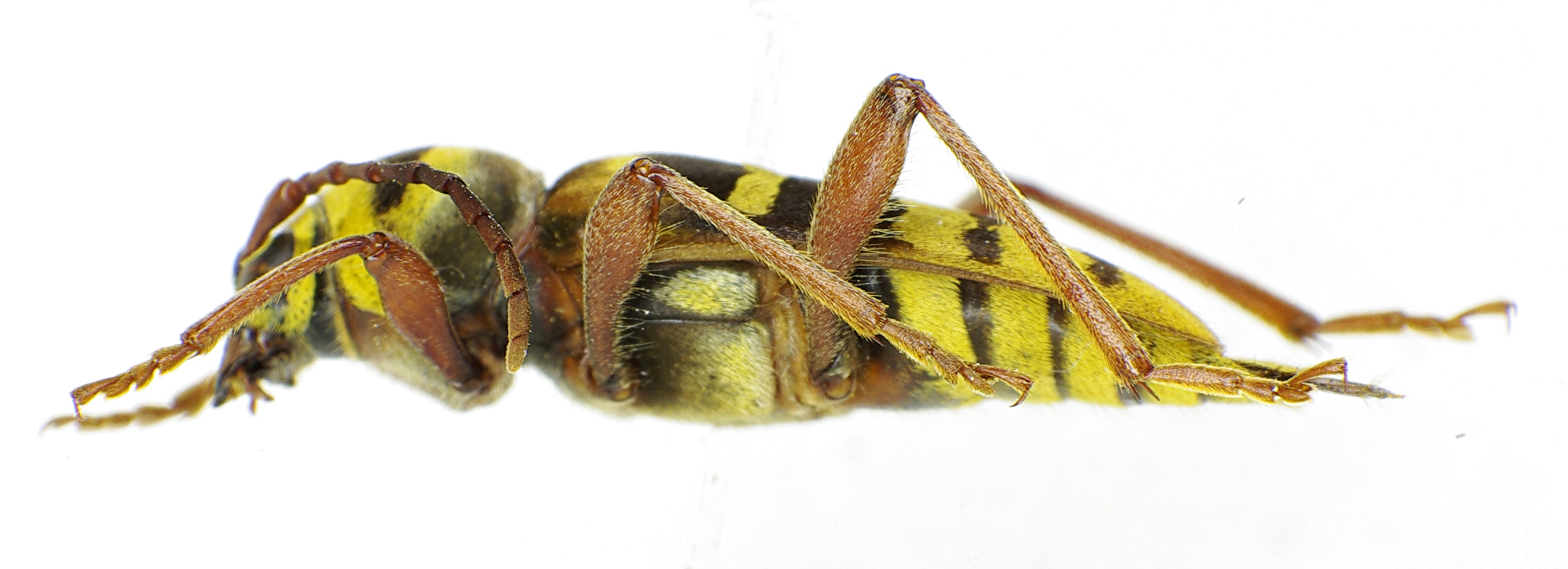
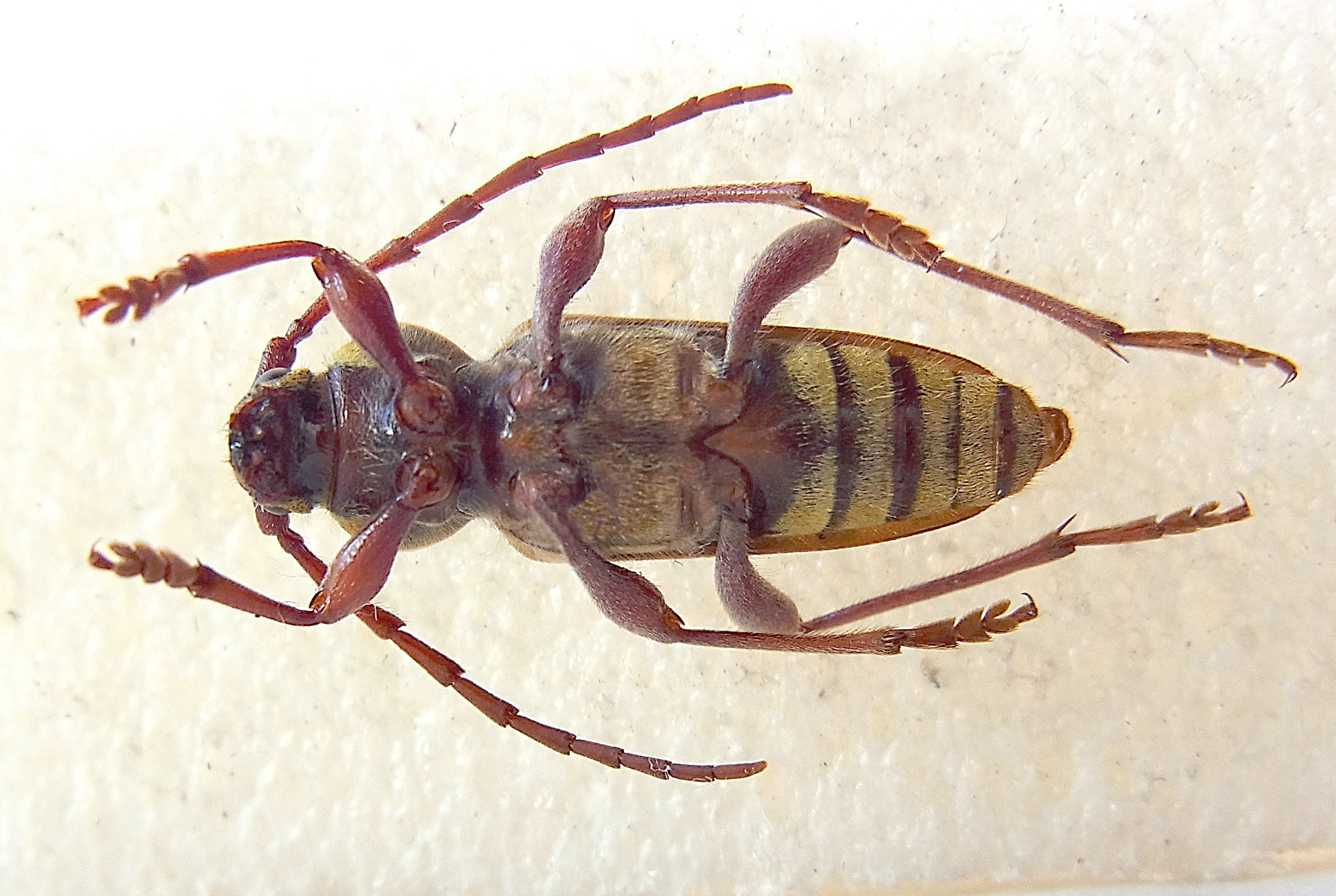
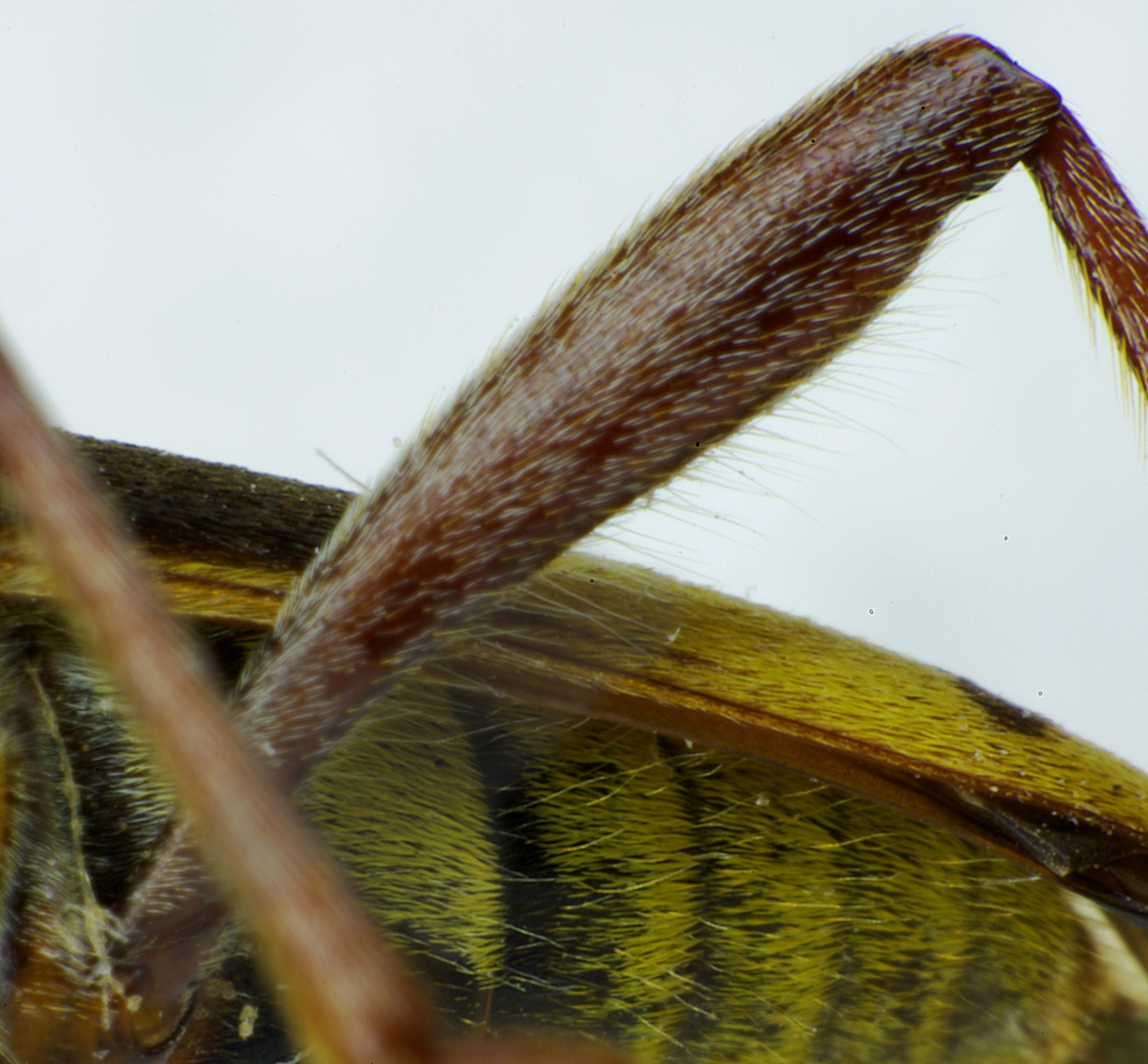
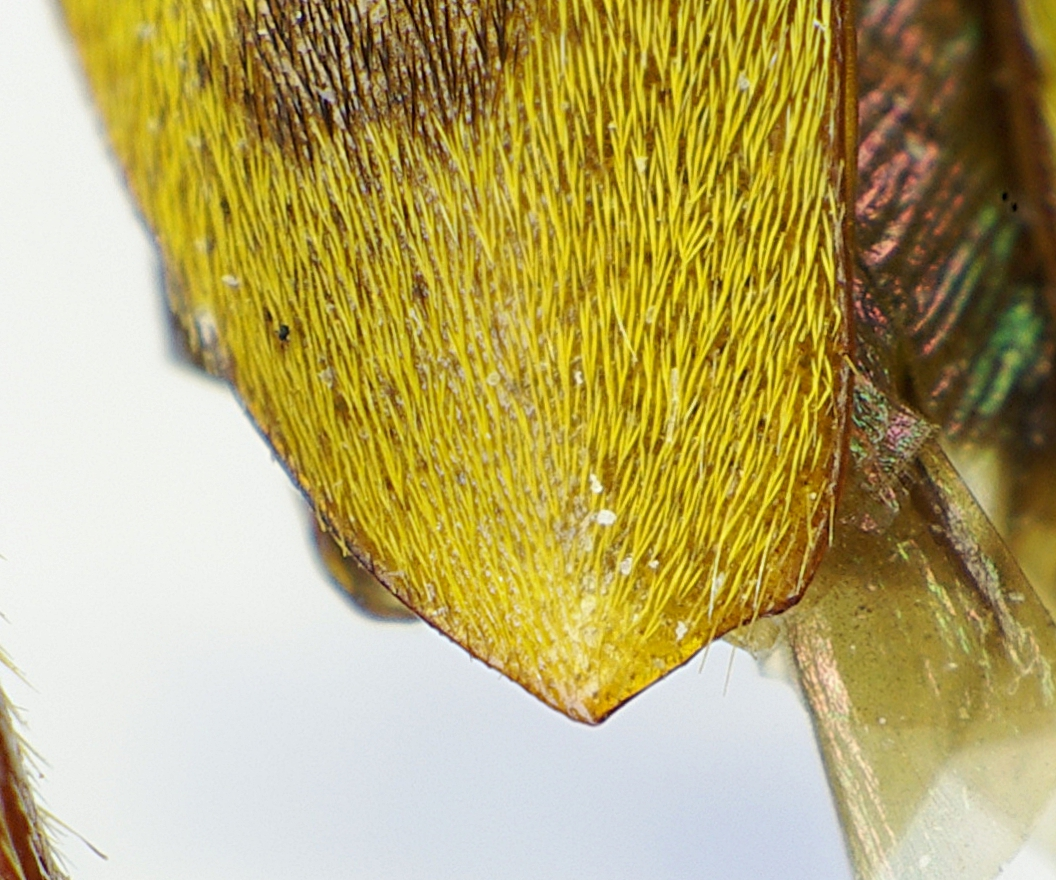